# Stara Talalaiivka, Talalaiivka
Stara Talalaiivka (în ucraineană Стара Талалаївка) este localitatea de reședință a comunei Sîlcenkove din raionul Talalaiivka, regiunea Cernihiv, Ucraina.

## Demografie
Componența lingvistică a localității Stara Talalaiivka
     Ucraineană (97,76%)
     Rusă (2,11%)
Conform recensământului din 2001, majoritatea populației localității Stara Talalaiivka era vorbitoare de ucraineană (97,76%), existând în minoritate și vorbitori de rusă (2,11%).